# أنطونيو لويس بيريرا دا كونا
أنطونيو لويس بيريرا دا كونا هو قاضي وسياسي برازيلي، ولد في 6 أبريل 1760 في سالفادور في البرازيل، وتوفي في 19 سبتمبر 1837 في ريو دي جانيرو في البرازيل. انتخب عضو مجلس الشيوخ من البرازيل ‏ (1826 – 19 سبتمبر 1837).